# 埃什雷夫·阿帕克
埃什雷夫·阿帕克（土耳其語：Eşref Apak，1982年1月3日—），土耳其男子田径运动员。他曾代表土耳其参加2004年、2008年、2012年、2016年和2020年夏季奥林匹克运动会田径比赛，其中2004年奥运会获得一枚铜牌。